# Anolis agassizi
Anolis agassizi (мальпельський аноліс) — вид ігуаноподібних ящірок родини анолісових (Dactyloidae). Ендемік Колумбії. Вид названий на честь американського зоолога Александера Агассіза.

## Опис
Довжина самців мальпельських анолісів становить 89–114 мм, самиць 79–84 мм. Самиці і деякі самці мають сіро-коричневе забарвлення і плямисті голови, більшість самців мають чорні голови.

## Поширення і екологія
Мальпельські аноліси є ендеміками невеликого вулканічного острова Мальпело площею 3,5 км², розташованого в Тихому океані, приблизно за 300 км від узбережжя Колумбії. Цей острів являє собою голу скелю, а рослинність на ньому представлена лише водоростями, мохами і лишайниками. Аноліси Агассіза живуть серед скель по всьому острову, живляться мурахами, жуками, равликами та іншими безхребетними.